# Arnór Ingvi Traustason
Arnór Ingvi Traustason (Keflavík, 30 april 1993) is een IJslands voetballer die als middenvelder speelt voor Malmö FF. In november 2015 maakte hij zijn debuut in het IJslands voetbalelftal, waarmee Arnór Ingvi in juni 2016 deelnam aan het Europees kampioenschap voetbal 2016 in Frankrijk.

## Clubcarrière
Arnór Ingvi Traustason werd in 2010 opgenomen in de selectie van het eerste elftal van Keflavík, actief op het hoogste competitieniveau van IJsland – de Úrvalsdeild. Een uitduel tegen Fram Reykjavík op 13 september 2010 was zijn eerste wedstrijd in het betaald voetbal. Arnór Ingvi verving Brynjar Gudmundsson zeven minuten voor tijd, toen de eindstand al op 2–1 was bepaald. In 2010 kwam hij niet meer dan driemaal in actie; in de twee daaropvolgende seizoenen speelde Arnór Ingvi vervolgens tweemaal vijftien wedstrijden. In 2012, het derde seizoen van Arnór Ingvi bij Keflavík, stond hij gedurende vrijwel alle competitiewedstrijden in het basiselftal. Halverwege het jaar – en dus het seizoen – werd hij voor een periode van een halfjaar verhuurd aan de Noorse club Sandnes Ulf, die nog aan het seizoen 2012/13 moest beginnen. In Noorwegen speelde Arnór Ingvi tien wedstrijden in de Tippeligaen, waarna hij begin 2013 terugkeerde in IJsland voor nog één jaargang bij de club waar hij zijn carrière startte. Het werd zijn meest succesvolle seizoen: Arnór Ingvi speelde twintig wedstrijden en was viermaal trefzeker. Na afloop van het seizoen werd Arnór Ingvi in oktober 2013 uitgeroepen tot beste jonge speler van de competitie. In de zomer van 2013 liep hij enkele dagen mee op trainingskamp bij de Zweedse club IFK Norrköping; na het seizoen 2013 in IJsland te hebben afgemaakt tekende hij in de Zweedse winterstop een contract tot december 2017. Op 14 juli 2014 maakte hij tegen Djurgårdens IF (3–5 nederlaag) zijn eerste doelpunt in Zweden. Uiteindelijk kwam hij tot speeltijd in 24 wedstrijden in zijn eerste jaar bij Norrköping, waarin hij nog drie doelpunten maakte. Het volgende jaar werd succesvol voor Arnór Ingvi: niet eerde speelde hij zoveel wedstrijden in één jaar als in 2015 (34) en maakte hij zoveel doelpunten (9). Ook gaf hij elf assists, wat alleen Viktor Claesson (IF Elfsborg) kon overtreffen. Norrköping stond gedurende 2015 vrijwel uitsluitend in de top vijf, maar bereikte de koppositie pas in de laatste maand. In de laatste wedstrijd – kampioenswedstrijd – tegen Malmö FF, die met 2–0 werd gewonnen, maakte Arnór Ingvi een doelpunt en leverde hij een assist op ploeggenoot Emir Kujović. De landstitel van Norrköping was de eerste titel van Arnór Ingvi.

## Interlandcarrière
Nadat Arnór Ingvi Traustason tussen 2012 en 2014 twaalf interlands speelde in het jeugdelftal IJsland –21, werd hij drie jaar later in november 2015 door bondscoach Lars Lagerbäck voor het eerst opgeroepen voor het nationaal elftal. Op 13 november 2015 maakte hij zijn debuut in een vriendschappelijke interland tegen Polen. Arnór Ingvi speelde de volledige wedstrijd, die eindigde in een 2–4 nederlaag. Sindsdien speelde hij vijf oefenwedstrijden op rij, waarbij hij viermaal in het basiselftal stond en drie doelpunten maakte. In de oefeninterland tegen Finland op 31 januari 2016 maakte hij het enige doelpunt van de wedstrijd; de andere twee doelpunten waren niet direct beslissend. Op 9 mei 2016 maakte Lagerbäck bekend Arnór Ingvi mee te nemen naar het Europees kampioenschap in juni 2016 in Frankrijk. Hij was een van de minst ervaren en jongste spelers in de selectie. In de afsluitende groepswedstrijd op 22 juni tegen Oostenrijk (2–1 winst) maakte Arnór Ingvi in de blessuretijd het winnende doelpunt, waardoor IJsland zich plaatste voor de achtste finale tegen Engeland. IJsland werd in de kwartfinale uitgeschakeld door gastland Frankrijk, dat met 5–2 won.

## Clubstatistieken
| Seizoen     | Club                   | Competitie   | Competitie | Competitie | Competitie | Beker | Beker | Beker | Internationaal | Internationaal | Internationaal | Totaal | Totaal | Totaal |
| Seizoen     | Club                   | Competitie   | Wed.       | Dlp.       | Ass.       | Wed.  | Dlp.  | Ass.  | Wed.           | Dlp.           | Ass.           | Wed.   | Dlp.   | Ass.   |
| ----------- | ---------------------- | ------------ | ---------- | ---------- | ---------- | ----- | ----- | ----- | -------------- | -------------- | -------------- | ------ | ------ | ------ |
| 2010        | Keflavík               | Úrvalsdeild  | 3          | 1          | 0          | 0     | 0     | 0     | —              | —              | —              | 3      | 1      | 0      |
| 2011        | Keflavík               | Úrvalsdeild  | 15         | 1          | 0          | 0     | 0     | 0     | —              | —              | —              | 15     | 1      | 0      |
| 2012        | Keflavík               | Úrvalsdeild  | 15         | 4          | 0          | 0     | 0     | 0     | —              | —              | —              | 15     | 4      | 0      |
| Club Totaal | Club Totaal            | Club Totaal  | 33         | 6          | 0          | 0     | 0     | 0     | 0              | 0              | 0              | 33     | 6      | 0      |
| 2012        | → Sandnes Ulf          | Tippeligaen  | 11         | 0          | 1          | 0     | 0     | 0     | —              | —              | —              | 11     | 0      | 1      |
| Club Totaal | Club Totaal            | Club Totaal  | 11         | 0          | 1          | 0     | 0     | 0     | 0              | 0              | 0              | 11     | 0      | 1      |
| 2013        | Keflavík               | Úrvalsdeild  | 19         | 4          | 0          | 4     | 4     | 0     | —              | —              | —              | 23     | 8      | 0      |
| Club Totaal | Club Totaal            | Club Totaal  | 52         | 10         | 0          | 4     | 4     | 0     | 0              | 0              | 0              | 56     | 14     | 0      |
| 2013        | IFK Norrköping         | Allsvenskan  | 0          | 0          | 0          | 2     | 0     | 0     | —              | —              | —              | 2      | 0      | 0      |
| 2014        | IFK Norrköping         | Allsvenskan  | 18         | 3          | 5          | 5     | 3     | 0     | —              | —              | —              | 23     | 6      | 5      |
| 2015        | IFK Norrköping         | Allsvenskan  | 29         | 7          | 11         | 3     | 1     | 0     | —              | —              | —              | 32     | 8      | 11     |
| 2016        | IFK Norrköping         | Allsvenskan  | 9          | 2          | 3          | 0     | 0     | 0     | —              | —              | —              | 9      | 2      | 3      |
| Club Totaal | Club Totaal            | Club Totaal  | 56         | 12         | 19         | 10    | 4     | 0     | 0              | 0              | 0              | 66     | 16     | 19     |
| 2016/17     | SK Rapid Wien          | Bundesliga   | 22         | 3          | 2          | 3     | 0     | 0     | 8              | 0              | 2              | 33     | 3      | 4      |
| Club Totaal | Club Totaal            | Club Totaal  | 22         | 3          | 2          | 3     | 0     | 0     | 8              | 0              | 2              | 33     | 3      | 4      |
| 2017/18     | → AEK Athene           | Super League | 3          | 0          | 1          | 2     | 1     | 0     | 0              | 0              | 0              | 5      | 1      | 1      |
| Club Totaal | Club Totaal            | Club Totaal  | 3          | 0          | 1          | 2     | 1     | 0     | 0              | 0              | 0              | 5      | 1      | 1      |
| 2018        | Malmö FF               | Allsvenskan  | 22         | 4          | 5          | 5     | 1     | 1     | 10             | 0              | 0              | 37     | 5      | 6      |
| 2019        | Malmö FF               | Allsvenskan  | 27         | 7          | 8          | 5     | 1     | 1     | 9              | 0              | 2              | 41     | 8      | 11     |
| 2020        | Malmö FF               | Allsvenskan  | 20         | 1          | 3          | 2     | 0     | 0     | 3              | 1              | 0              | 25     | 2      | 3      |
| Club Totaal | Club Totaal            | Club Totaal  | 69         | 12         | 16         | 12    | 2     | 2     | 22             | 1              | 2              | 103    | 15     | 20     |
| 2021        | New England Revolution | MLS          | 30         | 2          | 5          | 0     | 0     | 0     | 2              | 0              | 0              | 32     | 2      | 5      |
| 2022        | New England Revolution | MLS          | 15         | 0          | 0          | 1     | 0     | 1     | —              | —              | —              | 16     | 0      | 1      |
| Club Totaal | Club Totaal            | Club Totaal  | 45         | 2          | 5          | 1     | 0     | 1     | 2              | 0              | 0              | 48     | 2      | 6      |
| 2022        | IFK Norrköping         | Allsvenskan  | 12         | 3          | 1          | 5     | 2     | 0     | —              | —              | —              | 17     | 5      | 1      |
| 2023        | IFK Norrköping         | Allsvenskan  | 28         | 9          | 1          | 2     | 0     | 0     | —              | —              | —              | 30     | 9      | 1      |
| 2024        | IFK Norrköping         | Allsvenskan  | 26         | 6          | 1          | 5     | 2     | 0     | —              | —              | —              | 31     | 8      | 1      |
| 2025        | IFK Norrköping         | Allsvenskan  | 12         | 1          | 0          | 0     | 0     | 0     | —              | —              | —              | 12     | 1      | 0      |
| Club Totaal | Club Totaal            | Club Totaal  | 134        | 31         | 22         | 22    | 8     | 0     | 0              | 0              | 0              | 156    | 39     | 22     |
| TOTAAL      | TOTAAL                 | TOTAAL       | 336        | 58         | 47         | 44    | 15    | 3     | 32             | 1              | 4              | 412    | 74     | 54     |

## Interlands
| Interlands van Arnór Ingvi Traustason voor IJsland | Interlands van Arnór Ingvi Traustason voor IJsland | Interlands van Arnór Ingvi Traustason voor IJsland | Interlands van Arnór Ingvi Traustason voor IJsland | Interlands van Arnór Ingvi Traustason voor IJsland | Interlands van Arnór Ingvi Traustason voor IJsland |
| №                                                  | Datum                                              | Wedstrijd                                          | Uitslag                                            | Soort wedstrijd                                    | Doelpunten                                         |
| Als speler bij IFK Norrköping                      | Als speler bij IFK Norrköping                      | Als speler bij IFK Norrköping                      | Als speler bij IFK Norrköping                      | Als speler bij IFK Norrköping                      | Als speler bij IFK Norrköping                      |
| -------------------------------------------------- | -------------------------------------------------- | -------------------------------------------------- | -------------------------------------------------- | -------------------------------------------------- | -------------------------------------------------- |
| 1.                                                 | 13 november 2015                                   | Polen – IJsland                                    | 4 – 2                                              | Vriendschappelijk                                  |                                                    |
| 2.                                                 | 17 november 2015                                   | Slowakije – IJsland                                | 3 – 1                                              | Vriendschappelijk                                  |                                                    |
| 3.                                                 | 13 januari 2016                                    | Finland – IJsland                                  | 0 – 1                                              | Vriendschappelijk                                  | 17'                                                |
| 4.                                                 | 16 januari 2016                                    | Verenigde Arabische Emiraten – IJsland             | 2 – 1                                              | Vriendschappelijk                                  |                                                    |
| 5.                                                 | 24 maart 2016                                      | Denemarken – IJsland                               | 2 – 1                                              | Vriendschappelijk                                  | 90'                                                |
| 6.                                                 | 29 maart 2016                                      | Griekenland – IJsland                              | 2 – 3                                              | Vriendschappelijk                                  | 34'                                                |
| 7.                                                 | 6 juni 2016                                        | IJsland – Liechtenstein                            | 4 – 0                                              | Vriendschappelijk                                  |                                                    |
| 8.                                                 | 22 juni 2016                                       | IJsland – Oostenrijk                               | 2 – 1                                              | EK 2016                                            | 90+4'                                              |
| 9.                                                 | 27 juni 2016                                       | Engeland – IJsland                                 | 1 – 2                                              | EK 2016                                            |                                                    |